# 마리아 안나 모차르트
마리아 안나 발부르가 이그나티아 모차르트(독일어: Maria Anna Walburga Ignatia Mozart , 1751년 7월 30일 ~ 1829년 10월 29일)는 오스트리아의 피아노 연주자이자, 하프시코드 연주자로 볼프강 아마데우스 모차르트의 누나다. 평소 마리아네(Marianne)라고 불리었으며 나네를(독일어: Nannerl)이라는 별명으로 자주 불렸다.

## 어린 시절
오스트리아 잘츠부르크에서 태어나 일곱 살때부터 아버지 레오폴트 모차르트에게 하프시코드를 배웠다. 레오폴트는 마리아네의 남동생인 볼프강 아마데우스 모차르트와 함께 자녀의 재능을 보여주기 위해 비엔나와 파리 등지의 많은 도시로 투어를 다녔다. 초창기에는 그녀가 가장 높은 수익을 얻기도 하였으며, 뛰어난 하프시코드 및 포르테피아노 연주자로 이름을 날렸다.
그러나 당시 사회에 만연하던 부모의 보수적 견해로 인해, 그녀가 나이를 먹어감에 따라 계속해서 경력을 쌓는 것이 불가능해졌다. 《뉴그로브》에 따르면, 그녀가 결혼 적령기에 들자 1769년부터는 더 이상 동생과 함께 여행을 다니며 자신의 예술적 재능을 선보일 수 없게 되었다. 볼프강이 1770년대동안 레오폴트와 함께 이탈리아를 순회하며 많은 예술적 성취를 이루는동안, 마리아네는 잘츠부르크에서 어머니와 함께 집에서 근신하였다. 볼프강이 어머니와 파리 등지를 다니던 때(1777년 ~ 1779년)에는 아버지 레오폴트와 집에 머물렀다.
마리아네가 음악 작품을 작곡했다는 증거는 그녀의 작품을 칭찬하는 볼프강의 편지 등에서 그 증거를 찾을 수 있지만, 아버지가 남긴 방대한 서신 중에는 그녀의 작곡에 대한 언급이 없으며, 오늘날까지 전해지는 작품도 전혀 없다.

## 결혼과 자녀

어린 시절의 마리아 안나 모차르트 (1763년) (로렌조니의 초상화)

아버지와 다툰 뒤 결국 자신의 진로를 관철하고 배우자를 직접 선택한 남동생과는 대조적으로, 마리아네는 전적으로 아버지에게 종속되어 순종하고 있었다. 육군 대위이자 가정교사인 프란츠 디폴트와 사랑에 빠졌지만, 아버지의 강요로 인하여 그의 청혼을 거절하였다. 볼프강이 누나의 의사에 따라 아버지에 맞서야 한다고 거들었으나 허사였다.
마리아네는 결국 지방 치안 판사 요한 밥티스트 프란츠 폰 베르히톨트 추 조넨부르크와 1783년 8월 23일 결혼하였고, 그와 함께 모차르트 저택에서 동쪽으로 29 킬로미터 떨어진 오스트리아의 마을 장크트길겐에 정착하였다. 베르히톨트는 두 번 홀아비가 되어 전처 두 명에게서 다섯 명의 자녀를 두고 있었고, 마리아네가 이들을 맡아 길렀다. 그녀 또한 레오폴트 알로이스 판탈레온(1785년 ~ 1840년), 예아네테(1789년 ~ 1805년), 마리아 바베테(1790년 ~ 1791년)라는 이름의 세 자녀를 낳았다.

## 여생
남편인 요한 폰 존넨부르크는 1801년에 죽었고, 나네를은 아이들을 데리고 잘츠부르크로 돌아와 음악 교사로 재직했다. 1825년에는 시각을 잃었으며, 1829년에 잘츠부르크에서 숨을 거두었다.

## 참고 문헌
- Deutsch, Otto Erich (1965). 《Mozart: A Documentary Biography》. Stanford: Stanford University Press. ISBN 0-8047-0233-0. OCLC 8991008.
- Eisen, Cliff;  외. “Mozart”. 《Grove Music Online》. 2010년 9월 25일에 확인함. (구독 필요)
- Solomon, Maynard (1995). 《Mozart: A Life》. New York: HarperCollins. ISBN 0-06-019046-9. OCLC 31435799.